# Oskar Piechota
Oskar Piechota (ur. 24 stycznia 1990 w Gdańsku) – polski zawodnik mieszanych sztuk walki wagi średniej. Wielokrotny medalista mistrzostw ADCC. Mistrz brytyjskiej organizacji Cage Warriors w wadze średniej. Były zawodnik UFC.

## Przeszłość sportowa i życie prywatne
Urodził się w Gdańsku. Od najmłodszych lat zaczął trenować brazylijskie jiu-jitsu, a kiedy skończył dwadzieścia jeden lat, zmienił dyscyplinę na mieszane sztuki walki.
Ukończył studia w Akademii Wychowania Fizycznego i Sportu im. Jędrzeja Śniadeckiego w Gdańsku. Ma syna.

## Kariera MMA

### Wczesna kariera
Pierwszą walkę w MMA stoczył 5 marca 2011 na Ring XF3, mierząc się z Patrykiem Kanią. Wygrał przez duszenie trójkątne rękoma. Do czasu podpisania kontraktu z UFC jego rekord wynosił 9-0-1. W 2017 roku zdobył mistrzostwo wagi średniej Cage Warriors pokonując Jasona Radcliffe w 32 sekundy 24 czerwca 2017 roku w Anglii.

### UFC
Pierwszą walkę w największej amerykańskiej organizacji stoczył 21 października 2017 roku podczas UFC Fight Night: Cerrone vs. Till przeciwko Jonathanowi Wilsonowi. Zwyciężył jednogłośną decyzją sędziów.
W drugim pojedynku 18 lutego 2018 roku zmierzył się z Timem Williamsem na UFC Fight Night: Cowboy vs. Medeiros. Zwyciężył przez nokaut w pierwszej rundzie.
Podczas finału The Ultimate Fighter 27, który miał miejsce 6 lipca 2018 roku przegrał walkę przez duszenie zza pleców w drugiej rundzie z Geraldem Meerschaertem.
Następnie doszło do jego walki z Rodolfo Vieirą 10 sierpnia 2019 roku na UFC na ESPN+ 14. Odniósł drugą porażkę z rzędu kolejny raz przegrywając walkę przez poddanie
14 grudnia 2019 roku na UFC 245 zmierzył się z Punahele Soriano i przegrał walkę przez nokaut w pierwszej rundzie.
20 czerwca 2020 roku na gali UFC Fight Night: Blaydes vs Volkov stoczył walkę z Marc-André Barriault, którą przegrał w drugiej rundzie przez techniczny nokaut. Po tej walce został zwolniony z UFC.
25 września 2020 roku otrzymał 22-miesięczne zawieszenie po pozytywnym teście na peptyd uwalniający hormon wzrostu 2 (GHRP-2 lub pralmorelin) i wolny kwas GHRP-2 (1-3), metabolit GHRP-2 w próbce pobranej w tym dniu.

## Osiągnięcia

### Mieszane sztuki walki
- 2008: IV edycja Ligi Shooto, kat 83 kg – 3. miejsce[19]
- 2017: mistrz Cage Warriors w wadze średniej

### Grappling[20]:
- 2008: I miejsce Puchar Wybrzeża Submission Fighting, Kołobrzeg, kat. junior -80 kg
- 2008: III miejsce Mistrzostwa Polski ADCC Submission Fighting, szczecin, kat. junior -80 kg
- 2009: I miejsce Mistrzostwa Mazowsza ADCC Submission Fighting, Warszawa, kat. początkujący -80 kg
- 2009: I miejsce Puchar Polski w Brazylijskim Jiu Jitsu, Konin, kat. białe pasy -82,3 kg,
- 2009: I miejsce Mistrzostwa Polski ADCC Submission Fighting, Szczecin, kat. początkujący -80 kg
- 2010: I miejsce Puchar Polski ADCC Submission Fighting, Kraków, kat. -87,9 kg
- 2010: II miejsce Grappling Arena II, Gdynia, kat. -87,9 kg
- 2010: II miejsce Puchar Wybrzeża ADCC Submission Fighting, Kołobrzeg, kat. -87,9 kg
- 2010: II miejsce Mistrzostwa Polski ADCC Submission Fighting, Szczecin, kat. OPEN
- 2010: I miejsce Mistrzostwa Polski ADCC Submission Fighting, Szczecin, kat. średniozaawansowani. -87,9 kg
- 2011: I miejsce Puchar Wybrzeża ADCC, Kołobrzeg, kat. -87,9 kg
- 2011: II miejsce Mistrzostwa Polski ADCC, Szczecin, kat. OPEN
- 2012: I miejsce Mistrzostwa Polski w Grapplingu, Poznań, kat. -84 kg
- 2012: IV miejsce Mistrzostwa Europy ADCC Submission Fighting, Lublana, kat. -87,9 kg
- 2012: II miejsce Mistrzostwa Polski ADCC Submission Fighting, Szczecin, kat. OPEN
- 2012: I miejsce Mistrzostwa Polski ADCC Submission Fighting, Szczecin, kat. -87,9 kg
- 2013: I miejsce Mistrzostwa Europy w Grapplingu No Gi, Budapeszt, kat. -84 kg
- 2013: I miejsce Puchar Polski w Grapplingu, Szczecin, kat. -84 kg
- 2013: I miejsce Mistrzostwa Polski ADCC, Szczecin, kat. -87,9 kg
- 2013: vice Mistrz Europy ADCC w kat. 87,9 kg[21]
- 2013: II miejsce Mistrzostwa Świata w Grapplingu No Gi, Toronto, kat. -84 kg
- 2013: I miejsce Mistrzostwa Świata w Grapplingu Gi, Toronto, kat. -84 kg
- 2014: Mistrz Polski ADCC w kat. 87,9 kg[22]

## Lista zawodowych walk MMA
| Wynik     | Bilans     | Przeciwnik (bilans przed walką) | Rozstrzygnięcie                                                       | Runda | Czas | Rozgrywki                                   | Data       | Miejsce     | Uwagi |
| --------- | ---------- | ------------------------------- | --------------------------------------------------------------------- | ----- | ---- | ------------------------------------------- | ---------- | ----------- | --- |
| Nieodbyta | 11-3-1 (1) | Marc-André Barriault (11-4)     | No contest (zmiana werdyktu – rywal przyłapany na stosowaniu dopingu) | 2     | 4:50 | UFC Fight Night: Blaydes vs. Volkov         | 20.06.2020 | Las Vegas   | Początkowo Piechota przegrał pojedynek przez TKO w 2 rundzie, w związku z wpadką dopingową Kanadyjczyka pojedynek został uznany za nieodbyty. |
| Przegrana | 11-3-1     | Punahele Soriano (6-0)          | KO (lewy hak)                                                         | 1     | 3:17 | UFC 245                                     | 14.12.2019 | Las Vegas   | |
| Przegrana | 11-2-1     | Rodolfo Vieira (5-0)            | Poddanie (duszenie trójkątne rękoma)                                  | 2     | 4:26 | UFC on ESPN+ 14: Shevchenko vs. Carmouche 2 | 10.08.2019 | Montevideo  | |
| Przegrana | 11-1-1     | Gerald Meerschaert (28-9)       | Poddanie (duszenie zza pleców)                                        | 2     | 4:55 | TUF 27 Finale                               | 06.07.2018 | Las Vegas   | |
| Wygrana   | 11-0-1     | Tim Williams (15-3)             | TKO (prawy sierpowy)                                                  | 1     | 1:54 | UFC Fight Night: Cowboy vs. Medeiros        | 18.02.2018 | Austin      | |
| Wygrana   | 10-0-1     | Jonathan Wilson (7-2)           | Decyzja (jednogłośna)                                                 | 3     | 5:00 | UFC Fight Night: Cerrone vs. Till           | 21.10.2017 | Gdańsk      | Debiut w UFC |
| Wygrana   | 9-0-1      | Jason Radcliffe (12-2)          | TKO (ciosy pięściami)                                                 | 1     | 0:32 | Cage Warriors 85                            | 24.06.2017 | Bournemouth | Zdobył pas mistrzowski Cage Warriors w wadze średniej                                                                                         |
| Wygrana   | 8-0-1      | Sergio Souza (15-12)            | TKO (wysokie kopnięcie na głowę)                                      | 1     | 0:37 | Spartan Fight 7                             | 01.04.2017 | Chorzów     | Limit umowny do 86 kg, Main Event |
| Wygrana   | 7-0-1      | Nikos Sokolis (12-4)            | Poddanie (duszenie trójkątne rękoma)                                  | 2     | 2:47 | Spartan Fight 6                             | 17.12.2016 | Płock       | Main Event |
| Wygrana   | 6-0-1      | Craig White (9-5)               | Poddanie (peruwiański krawat)                                         | 1     | 1:17 | ToM 1 – First Blood                         | 17.01.2015 | Sopot       | |
| Wygrana   | 5-0-1      | Mattia Schiavolin (9-0-2)       | TKO (uderzenia w parterze)                                            | 2     | 3:23 | PROMMAC: Po Prostu Walcz                    | 27.06.2014 | Lublin      | |
| Wygrana   | 4-0-1      | Sadibou Sy (1-0)                | Poddanie (duszenie trójkątne rękoma)                                  | 2     | ?    | International Ring Fight Arena 6            | 05.04.2014 | Sztokholm   | |
| Remis     | 3-0-1      | Rafał Haratyk (3-1-1)           | Remis (większościowy)                                                 | 3     | 5:00 | No Contest                                  | 09.11.2013 | Kwidzyn     | |
| Wygrana   | 3-0        | Livio Victoriano (3-1)          | KO (lewy sierpowy)                                                    | 2     | 1:50 | MMA Attack 3                                | 27.03.2013 | Katowice    | |
| Wygrana   | 2-0        | Michał Tarabanka (0-1)          | Poddanie (duszenie gilotynowe)                                        | 1     | 0:40 | Battle in the Cage – Young Blood            | 09.11.2012 | Słupsk      | |
| Wygrana   | 1-0        | Patryk Kania (0-0)              | Poddanie (duszenie trójkątne rękoma)                                  | 1     | 0:56 | Ring XF 3 – Double Battle                   | 05.03.2011 | Zgierz      | Debiut w MMA |